# Antonietta De Simone
che il cielo ci dà / sempre vivrà. / Nessuno ti giuro nessuno, / può darmi nel dono di tutta la vita / la gioia infinita / che sento con te, / solo con te.»
(Antonietta De Simone, Nessuno)
Antonietta De Simone (Napoli, 5 febbraio 1931 – Milano, 13 maggio 2023) è stata una paroliera italiana.
È entrata nella storia della musica leggera italiana come autrice di canzoni di successo, in particolare Nessuno, partecipante al Festival di Sanremo 1959 nell'interpretazione di Betty Curtis e Wilma De Angelis, incisa in seguito da moltissimi altri artisti tra cui Jula de Palma, Mina e il duo Musica Nuda (Petra Magoni e Ferruccio Spinetti).

## Biografia
È nata il 5 febbraio 1931 a Napoli. Giovanissima si trasferisce con la famiglia a Milano, dove entra in contatto con il mondo musicale cittadino; propone i suoi testi a varie case di edizioni musicali, fino a quando il maestro Eldo Di Lazzaro non le propone un contratto.
Dopo le prime canzoni, ottiene un grande successo con Nessuno, che partecipa al Festival di Sanremo 1959 interpretata da Betty Curtis e Wilma De Angelis; la canzone si classifica all'ottavo posto, ma viene ripresa da molti artisti tra cui Mina, che la incide in una versione ritmata lontana dalla versione originale.
Altri suoi successi sono nel 1960 Amorevole, incisa da Nicola Arigliano, e nel 1961 Il primo mattino del mondo, con cui Milva si classifica al quarto posto di Canzonissima.
Nel corso del decennio continua l'attività, scrivendo anche per gruppi beat come i Pooh e i Rogers.
Alla fine degli anni '70 si ritira a vita privata.
Nel 2004 un verso della sua canzone Nessuno ha dato il titolo al film Nemmeno il destino di Daniele Gaglianone..
Alla Siae risultano depositate a suo nome 111 canzoni .

## Canzoni scritte da Antonietta De Simone
| Anno | Titolo                     | Autori del testo                         | Autori della musica                    | Interpreti                      |
| ---- | -------------------------- | ---------------------------------------- | -------------------------------------- | ------------------------------- |
| 1959 | Nessuno                    | Antonietta De Simone                     | Vittorio Mascheroni e Edilio Capotosti | Betty Curtis e Wilma De Angelis |
| 1959 | Amorevole                  | Antonietta De Simone e Vito Pallavicini  | Vittorio Buffoli e Pino Massara        | Nicola Arigliano                |
| 1960 | La febbere dell'Hula Hoop  | Antonietta De Simone                     | Vittorio Buffoli e Pino Massara        | Mina                            |
| 1960 | T'amerò dolcemente         | Antonietta De Simone                     | Floyd Robinson                         | Mina                            |
| 1961 | Il primo mattino del mondo | Antonietta De Simone e Alberico Gentile  | Edilio Capotosti                       | Milva                           |
| 1961 | Amare te                   | Antonietta De Simone e Giorgio Calabrese | Umberto Bindi                          | Umberto Bindi                   |
| 1965 | Più di te                  | Antonietta De Simone                     | Bob Crewe                              | Mina                            |
| 1965 | Quando sarai più grande    | Antonietta De Simone                     | Edilio Capotosti                       | Milva                           |
| 1966 | Quello che non sai         | Antonietta De Simone                     | Bob Crewe                              | Pooh                            |
| 1966 | I poveri                   | Antonietta De Simone                     | Edilio Capotosti                       | Franco Tozzi                    |
| 1968 | Vieni, vieni ragazzina     | Antonietta De Simone e Gino Ingrosso     | Gryar                                  | Rogers                          |
| 1970 | La sirena                  | Antonietta De Simone                     | Oscar Anderle, Sandro Anderle          | Marisa Sannia                   |
| 1970 | Star con te (È morir)      | Antonietta De Simone                     | Jacques Revaux                         | Michel Sardou                   |
| 1970 | I balli popolari           | Antonietta De Simone                     | Jacques Revaux                         | Michel Sardou                   |